# Lijst van voetbalinterlands Guyana - Puerto Rico
Deze lijst van voetbalinterlands is een overzicht van alle officiële voetbalwedstrijden tussen de nationale teams van Guyana en Puerto Rico. De landen speelden tot op heden vijf keer tegen elkaar. De eerste ontmoeting, een kwalificatiewedstrijd voor de Caribbean Cup 1993, werd gespeeld in Georgetown op 12 maart 1993. Het laatste duel, een groepswedstrijd tijdens de CONCACAF Nations League 2023/24, vond plaats op 17 oktober 2023 in Basseterre (Saint Kitts en Nevis).

## Wedstrijden
| № | Plaats     | Datum           | Competitie                      | Wedstrijd            | Uitslag |
| - | ---------- | --------------- | ------------------------------- | -------------------- | ------- |
| 1 | Georgetown | 12 maart 1993   | Caribbean Cup 1993 kwalificatie | Puerto Rico − Guyana | 2 − 0   |
| 2 | Bayamón    | 29 maart 2016   | Caribbean Cup 2017 kwalificatie | Puerto Rico − Guyana | 0 − 1   |
| 3 | Basseterre | 8 juni 2021     | WK 2022 kwalificatie            | Guyana − Puerto Rico | 0 − 2   |
| 4 | Basseterre | 14 oktober 2023 | CONCACAF Nations League 2023/24 | Puerto Rico − Guyana | 1 − 3   |
| 5 | Basseterre | 17 oktober 2023 | CONCACAF Nations League 2023/24 | Guyana − Puerto Rico | 3 − 1   |

## Samenvatting
| Competitie                 | Totaal gespeeld | Winst Guyana | Gelijk | Winst Puerto Rico | Doelsaldo Guyana – Puerto Rico |
| -------------------------- | --------------- | ------------ | ------ | ----------------- | ------------------------------ |
| WK-kwalificatie            | 1               | 0            | 0      | 1                 | 0 − 2                          |
| CONCACAF Nations League    | 2               | 2            | 0      | 0                 | 6 − 2                          |
| Caribbean Cup-kwalificatie | 2               | 1            | 0      | 1                 | 1 − 2                          |
| Totaal                     | 5               | 3            | 0      | 2                 | 7 − 6                          |

Wedstrijden bepaald door strafschoppen worden, in lijn met de FIFA, als een gelijkspel gerekend.
GFF · A-internationals · Olympisch elftal · Guyaans vrouwenelftal
Amerikaanse Maagdeneilanden ·
Anguilla ·
Antigua en Barbuda ·
Aruba ·
Bahama's ·
Barbados ·
Belize ·
Bermuda ·
Bolivia ·
Cambodja ·
Costa Rica ·
Cuba ·
Dominica ·
Dominicaanse Republiek ·
El Salvador ·
Ethiopië · 
Grenada ·
Guatemala ·
Haïti ·
India ·
Indonesië ·
Jamaica ·
Kaaimaneilanden ·
Kaapverdië ·
Mexico ·
Montserrat ·
Nederlandse Antillen ·
Panama ·
Puerto Rico ·
Saint Kitts en Nevis ·
Saint Lucia ·
Saint Vincent en de Grenadines ·
Suriname ·
Trinidad en Tobago ·
Turks- en Caicoseilanden ·
Verenigde Staten
FPF · 
A-internationals · 
Puerto Ricaans vrouwenelftal
1940 · 
1941 · 
1942 · 
1943–1945 · 
1946 · 
1947 · 
1948 · 
1949 · 
1950–1958 · 
1959 · 
1960–1961 · 
1962 · 
1963 · 
1964 · 
1965 · 
1966 · 
1967 · 
1968 · 
1969 · 
1970 · 
1971 · 
1972 · 
1973 · 
1974 · 
1975 · 
1976 · 
1977 · 
1978 · 
1979 · 
1980 · 
1981 · 
1982 · 
1983 · 
1984 · 
1985 · 
1986 · 
1987 · 
1988 · 
1989–1990 · 
1991 · 
1992 · 
1993 · 
1994 · 
1995 · 
1996 · 
1997 · 
1998 · 
1999 · 
2000 · 
2001 · 
2002 · 
2003 · 
2004 · 
2005 · 
2006–2007 · 
2008 · 
2009 · 
2010 · 
2011 · 
2012 · 
2013 · 
2014 · 
2015 · 
2016 ·
2017 ·
2018 ·
2019 ·
2020 ·
Anguilla ·
Antigua en Barbuda ·
Aruba ·
Bahama's ·
Barbados ·
Belize ·
Bermuda ·
Britse Maagdeneilanden ·
Canada ·
Colombia ·
Costa Rica ·
Cuba ·
Curaçao ·
Dominicaanse Republiek ·
El Salvador ·
Grenada ·
Guatemala ·
Guyana ·
Haïti ·
Honduras ·
India ·
Indonesië ·
Jamaica ·
Kaaimaneilanden ·
Nederlandse Antillen ·
Nicaragua ·
Panama ·
Saint Kitts en Nevis ·
Saint Lucia ·
Saint Vincent en de Grenadines ·
Spanje ·
Suriname ·
Trinidad en Tobago ·
Venezuela ·
Verenigde Staten